# Conchylodes intricata
Conchylodes intricata là một loài bướm đêm trong họ Crambidae.